# Елвуд (Илиноис)
Елвуд (енгл. Elwood) град је у америчкој савезној држави Илиноис.

## Демографија
По попису из 2010. године број становника је 2.279, што је 659 (40,7%) становника више него 2000. године.
| Група             | 2000.         | 2010.         |
| Белци             | 1.536 (94,8%) | 2.071 (90,9%) |
| Афроамериканци    | 0 (0,0%)      | 34 (1,5%)     |
| Азијати           | 5 (0,3%)      | 11 (0,5%)     |
| Хиспаноамериканци | 65 (4,0%)     | 144 (6,3%)    |
| Укупно            | 1.620         | 2.279         |